# Samodzielna Brygada Jegerska
Samodzielna Brygada Jegerska (ros. Отдельная егерская бригада) – jednostka wojskowa białych podczas wojny domowej w Rosji
Brygada została sformowana 18 lipca 1919 r. w Omsku rozkazem gen. Lebiediewa, szefa sztabu głównodowodzącego wojskami białych na Wschodzie adm. Aleksandra W. Kołczaka. Utworzono ją na bazie partyzanckiego oddziału Kozaków jenisejskich płk. Iwana N. Krasilnikowa i batalionu specjalnego przeznaczenia. Brygada składała się z 1 i 2 pułków oraz mniejszych pododdziałów. Na jej czele stanął płk I. N. Krasilnikow, mianowany 17 sierpnia 1919 r. generałem majorem. Od września 2-tysięczna Brygada wraz z dołączonymi czterema pułkami piechoty, pułkiem kawalerii i baterią artylerii polowej uczestniczyła w działaniach wojennych na obszarze b. guberni jenisejskiej skierowanych przeciwko bolszewickim partyzantom. Szczególnie ciężkie walki miały miejsce pod wsią Tasiejewo nad rzeką Kajtym, stanowiącej "stolicę" partyzanckiej republiki. Siły partyzanckie zostały silnie osłabione i zmuszone do odwrotu. Na przełomie 1919 i 1920 r. Brygada uczestniczyła w tzw. Wielkim Syberyjskim Marszu Lodowym. W styczniu 1920 r. gen. I. N. Krasilnikow zmarł w Irkucku na tyfus. Resztki Brygady kontynuowały walki przeciw bolszewikom na Zabajkalu w składzie wojsk atamana gen. Grigorija M. Siemionowa.